# 觀光客倍增計畫
觀光客倍增計畫（英語：Taiwan Double）是2002年中華民國行政院「挑戰2008：國家發展重點計畫」十大重點投資計畫之一，目標在2008年來台灣旅遊人數倍增至500萬人次（其中以觀光為目的之人次為250萬）。中華民國交通部動員交通部民用航空局、臺灣鐵路管理局、交通部公路總局、交通部觀光局及所屬各國家風景區管理處，以「套裝旅遊線」概念進行觀光客倍增計畫整備，全力投入套裝旅遊線各項設施改善與環境整備工作。觀光客倍增計畫以「高山島嶼、多元文化、綠色矽島」為台灣觀光總體特色，營造「北部都會風光、中部人文風貌、南部熱帶風情、東部原野景觀」四大主題，加以深化各地區之特色，輔以交織成網的套裝旅遊線，展現完整的台灣旅遊新版圖。
2002年，為了強化觀光客倍增計畫的跨部會溝通，行政院將1996年成立的任務編組「行政院觀光發展推動小組」提升為行政院觀光發展推動委員會。2021年9月29日，行政院匿名官員表示，為求效率與防疊床架屋，經相關部會檢討後，行政院觀光發展推動委員會、行政院國際經貿策略小組、行政院體育運動發展委員會解編。

## 批評
2007年10月15日，交通部觀光局局長賴瑟珍在立法院接受質詢時承認，觀光客倍增計畫預計2008年要達到500萬人次來台灣旅遊，但2007年1至9月來台人次只有270萬人次；在中國大陸觀光客無法直接來台等眾多因素下，觀光局決定下修2008年度來台旅遊人數為400萬人次。2007年10月18日，國家政策研究基金會高級助理研究員黃豐鑑表示，觀光客倍增計畫各項內容，總的來講，就是各部會把既有的各建設計畫（包括工程建設）魚目混珠為觀光景點而胡亂拼湊提報行政院，「不管是否具有觀光價值」。
2008年10月9日，賴瑟珍表示，雖然經濟不景氣使來台旅遊人數成長較慢，觀光局仍以400百萬人次為本年努力目標，不到最後關頭絕不認輸。

## 外部連結
- 觀光客倍增計畫